# Dale Earnhardt Jr.
Ralph Dale Earnhardt Jr., meglio noto come Dale Earnhardt Jr. (Kannapolis, 10 ottobre 1974), è un pilota automobilistico statunitense.

## Biografia
Secondogenito della leggenda NASCAR Dale Earnhardt (la prima è Kelly) e Brenda Gee, i suoi genitori divorziarono quando aveva 5 anni. Suo padre morì nel 2001 in un incidente d'auto. Dale Jr. lo ricorda come "un uomo inossidabile, un grande lavoratore dal carattere di ferro". Attualmente corre nel campionato Sprint Cup Series nel team Hendrick Motorsports guidando la Chevrolet numero 88 sponsorizzata dalla bevanda energetica AMP Energy (di cui esistono numerose varianti, come AMP Energy Juice e AMP Energy Sugarfree), da Mountain Dew e dalla National Guard. È diventato tuttavia celebre per aver guidato la Chevrolet rossa numero 8 sponsorizzata Budweiser per il team di suo padre, Dale Earnhardt Inc. Quando si trasferì al team Hendrick Motorsports all'inizio del 2008, ci fu una controversia riguardo al numero da apporre sulla sua vettura, poiché il suo desiderio di mantenere il numero 8 pur cambiando scuderia era in contrasto con l'idea della matrigna Teresa (allora manager del team Dale Earnhardt Inc.), che voleva mantenere il numero 8 all'interno della propria squadra. Alla fine, Dale Jr. adottò il numero 88, cioè il numero 8 ripetuto due volte.
Pilota di terza generazione (suo padre Dale Sr. e suo nonno Ralph corsero in NASCAR prima di lui), nella sua carriera si è fatto notare prevalentemente nel campionato Busch Series (attuale Nationwide Series) in cui vinse due titoli assoluti tra il 1998 e il 1999. Ha inoltre vinto la Daytona 500 nel 2004 e nel 2014. Attualmente possiede anche un suo team, JR Motorsports, che corre nella Nationwide Series, per il quale Dale Jr. stesso corre sovente a bordo dell'auto numero 5 o in altri casi della numero 88. Il team è diventato celebre a inizio 2010, quando venne assunta la stella della IndyCar Danica Patrick, la quale nel 2011 ha siglato il miglior risultato mai ottenuto da una donna nell'intera lega NASCAR: arrivò infatti quarta nella gara svoltasi in Texas il 5 marzo.
Il team JR Motorsports ha vinto, come scuderia, il suo primo titolo in NASCAR nel 2014, allorché il giovane Chase Elliott (figlio del leggendario "Awesome" Bill Elliott) è riuscito a vincere, da esordiente, il campionato Nationwide Series a bordo della Chevrolet Camaro #9 appartenente appunto al team JR, divenendo oltretutto il primo pilota in assoluto a vincere un titolo maggiore in NASCAR come "rookie".
Ha lavorato anche come doppiatore nel film Cars - Motori ruggenti del 2006 dando la voce a Junior, e in italiano è doppiato da Giuliano Bonetto.